# Bernina (maszyny do szycia)

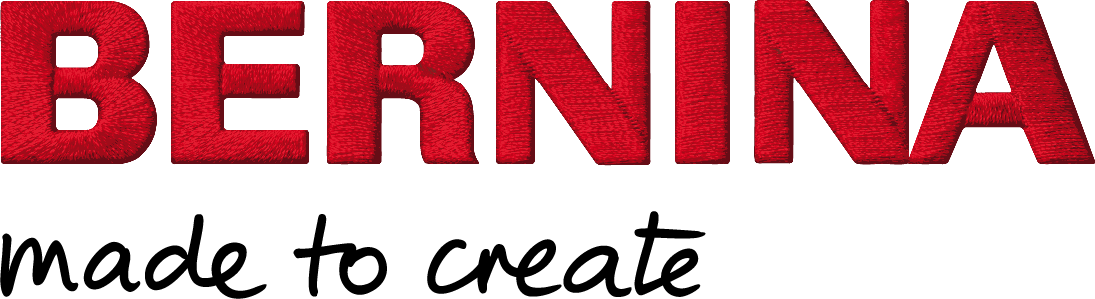
Logo Bernina International AG

Bernina International AG jest szwajcarskim koncernem produkującym maszyny do szycia, owerloki i hafciarki.

## Historia
Została założona w 1890 roku przez Karla Friedricha Gegaufa w miejscowości Steckborn (Szwajcaria), który rozpoczął w nim produkcję maszyn do zszywania materiałów oraz naszywania monogramów. Nazwa firmy pochodzi od szwajcarskiego szczytu górskiego. Trzy lata później Friedrich Gegauf stworzył jako pierwszy na świecie maszynę z dolnym chwytaczem. Urządzenie to pracowało z prędkością 100 wkłuć na minutę. Na ówczesne czasy było to wielkie osiągnięcie. W 1929 roku z powodu narastającego zainteresowania zakupem maszyn do szycia, Fritz i Gustaw (synowie Friedricha Gegaufa) postawili nową fabrykę w Steckborn. Do dziś znajduje się ona w tym samym miejscu. Pochodząca z 1932 roku maszyna do szycia Bernina 105 była pierwszym modelem noszącym nazwę Bernina. W 1943 roku Bernina przekracza kolejne innowacyjne granice i jako pierwsza na świecie skonstruowała maszynę potrafiącą szyć ściegiem zyg-zag oraz posiadającą wolne ramię. Bernina stała się firmą rodzinną, gdy w 1975 roku jej właścicielką staje się Odette Ueltschi-Gegauf, wnuczka Fritza Gegaufa – założyciela Berniny. W 1986 roku pojawiła się pierwsza, w pełni elektroniczna maszyna, Bernina 1130. Zastosowana elektronika znacząco ułatwiła obsługę niektórych skomplikowanych funkcji, a przy tym zachowała tradycyjną jakość i precyzję. W 1988 roku Hans Peter Ueltschi (obecny prezes), prekursor nowego sposobu prowadzenia firmy, przejmuje przedsiębiorstwo po swojej matce Odette. Jego wizja kierowania firmą spowodowała wprowadzenie nowoczesnych technologii i postępu.

## Czasy współczesne
W 1998 roku na rynku pojawiła się nowoczesna komputerowa hafciarka Artista 180. Było to urządzenie wielofunkcyjne: maszyna do szycia, a po podłączeniu modułu haftującego – hafciarka. W 2002 roku Bernina przedstawiła nowy model, Artista 200. Zdefiniował on nowy standard w dziedzinie szycia i haftowania. Jako pierwszy wyposażony był w system operacyjny Microsoft Windows. Zastosowanie tego systemu operacyjnego znacznie ułatwiło obsługę oraz komfort haftowania.